# Illit
Illit (Koreaans: 아일릿, aillit) is een Zuid-Koreaanse meidengroep gevormd door Belift Lab, een sublabel van Hybe. De groep kwam tot stand via de JTBC 2023 survivalcompetitieshow RU Next? en bestaat uit vijf leden: Yunah, Minju, Moka, Wonhee en Iroha. De groep debuteerde op 25 maart 2024 met de EP Super Real Me.

## Naam

Officieel logo van Illit

De oorspronkelijke naam I'll-It werd geïntroduceerd tijdens de live finale van RU Next?. In de aflevering werd uitgelegd dat de naam staat voor "het kiezen van je eigen werkwoord om tussen I'll en It te zetten", wat het vermogen van de leden om onafhankelijk te handelen en beslissingen te nemen, overbrengt. Via een logo-teaser die op 26 februari 2024 werd gepubliceerd, werd onthuld dat de leestekens uit de naam waren weggehaald en dat de groep voortaan Illit heet.

## Geschiedenis

### 2023–2024: Pre-debuutactiviteiten en oprichting viaRU Next?
De JTBC-serie RU Next? werd uitgezonden in tien afleveringen van 30 juni tot en met 1 september 2023, waarin 22 deelnemers streden om hun debuut in een meidengroep van zes leden onder Belift Lab. Dit zou de eerste meidengroep van het label worden, en de derde meidengroep die debuteerde onder Hybe, na Le Sserafim en NewJeans. In de laatste aflevering werd de zeskoppige samenstelling van de groep bepaald, waarbij twee leden door het publiek werden geselecteerd en vier door de producers van het label. De definitieve line-up van Wonhee, Youngseo, Minju, Iroha, Moka en Yunah werd aan het einde van de uitzending onthuld. Op 5 januari 2024 kondigde Belift Lab aan dat Youngseo in onderling overleg haar contract had beëindigd en de groep had verlaten.

### 2024–heden: Debuut metSuper Real Me,I'll Like You
Op 13 februari 2024 bevestigde Belift Lab dat Illit in maart haar debut zou maken. Op 26 februari maakte het label de naam van Illit's eerste EP "Super Real Me" bekend. De pre-orders gingen op dezelfde dag van start. De tracklist van Super Real Me werd een week later bekendgemaakt, waarbij "Magnetic" als leadsingle diende. De andere nummers op het album zijn "My World", "Midnight Fiction" en "Lucky Girl Syndrome".  De teaser voor de videoclip van hun debuutsingle "Magnetic" werd officieel uitgebracht op 22 maart. 
Acht dagen na het debuut van Illit kwam Magnetic op vier Amerikaanse <i id="mwXA">Billboard</i> -hitlijsten terecht. Illit werd de eerste K-popgroep die de Britse Official Singles binnenkwam met hun debuutsingle, die een piek bereikte op nummer 80. Op 16 april werd Illit de snelste K-popact die op de Billboard Hot 100 verscheen, toen "Magnetic" debuteerde op nummer 91.  "Magnetic" werd ook het eerste debuutnummer van een K-popact dat in de Hot 100 verscheen.  In Nederland verscheen het nummer niet in de hitlijsten. De videoclip voor het nummer "Lucky Girl Syndrome" werd uitgebracht op 17 april  In mei 2024 kwam Super Real Me in de Billboard-lijst 200 grafiek op nummer 93. Bovendien bereikte Illit ook de 41e plaats in de Billboard Artist 100- hitlijst en de tweede plaats in de Emerging Artist-hitlijst. Op 28 juni benoemde Billboard Illit tot hun allereerste "K-Pop Rookie of the Month". 
Op 23 september 2024 bevestigde Belift Lab dat de groep op 21 oktober hun tweede EP I'll Like You zou uitbrengen. Het album belandde op de 94e plaats op de Billboard 200-hitlijst. Op 22 november bracht Illit de Engelse versie van het nummer "Tick-Tack" uit onder de naam "Baby It's Both" met zangeres Ava Max.

## Leden
Huidig
- Yunah (윤아; 2024-heden)
- Minju (민주; 2024-heden)
- Moka (모카; 2024-heden)
- Wonhee (원희; 2024-heden)
- Iroha (이로하; 2024-heden)

Pre-debuut
- Youngseo (영서; tot 2023)